# Sterculia hamiltonii
Sterculia hamiltonii är en malvaväxtart som först beskrevs av Carl Ernst Otto Kuntze, och fick sitt nu gällande namn av Adelb.. Sterculia hamiltonii ingår i släktet Sterculia och familjen malvaväxter. Inga underarter finns listade i Catalogue of Life.